# ニッポン放送開局65周年記念特別番組〜あなたとRock&Go!
ニッポン放送開局65周年記念特別番組〜あなたとRock&Go!（ニッポンほうそうかいきょくろくじゅうごしゅうねんきねんとくべつばんぐみ〜あなたとロック・アンド・ゴー!）は2019年7月15日にニッポン放送にて放送された特別番組。

## 概要
ニッポン放送は、同年5月15日の社長定例会見にて、開局記念日である7月15日に早朝から夜の大半の5年周期で編成している特番を組むことを発表。当該番組も同様に、全日でトータル16時間50分に渡って4部構成にて番組を編成。「ニッポン放送ヒストリー」として、過去、現在、未来を振返る構成となった。また、同局のイマジンスタジオにてリスナー向けにニッポン放送の番組にて制作された、番組ノベルティ品、番組表、書籍等グッズの公開展示を行い、過去の珍しいニッポン放送グッズを所持してるリスナーを募っていた。
また、この特番を編成する直前にジャニーズ事務所の代表取締役であったジャニー喜多川が亡くなり、同局で沢山のタレントが受け持つ番組を編成して来た事で長年の功績を称えるため、「ジャニーズ事務所タレント特集コーナー」を設ける事を発表した。
過去、同局所属のアナウンサーを開局記念日に初鳴きをさせる慣習に倣い、2019年度所属となった熊谷と前島を第4部のパートにて初鳴きさせた。

## 出演者
上柳、那須、松本、坂本を除き全員ニッポン放送所属のアナウンサー

### パーソナリティ
- 上柳昌彦（第1部）
- 垣花正（第2部）
- 松本秀夫（第3部）
- 飯田浩司（第4部）

### アシスタント
- 新行市佳（第1部）
- 那須恵理子（第2部）
- 増山さやか（第3部）
- 東島衣里（第4部）

### リポーター
- 坂本梨紗（第2、3部）
- ひろたみゆ紀（第2、3部）
- 熊谷実帆（第4部）
- 前島花音（第4部）

## タイムテーブル

### 第1部 ニッポン放送ヒストリー〜1950年代・1960年代・1970年代編〜
- 放送時間：5:00 - 9:00
- ゲスト：東海林のり子、高嶋ひでたけ
- コメント出演：イルカ、大石吾朗、亀渕昭信、黒木瞳、斉藤安弘、坂崎幸之助（THE ALFEE）、笑福亭鶴瓶、鈴木杏樹、徳光和夫、中島みゆき、中山秀征、宮田統樹、森山良子、八木亜希子、薬師丸ひろ子 ※五十音順

### 第2部 ニッポン放送ヒストリー〜1980年代・1990年代・2000年代編〜
- 放送時間：9:00 - 13:00
- ゲスト：高田文夫、笑福亭鶴光
- コメント出演：東貴博、磯山さやか、今井通子、大原敬子、加藤諦三、小林克也、榊原郁恵、サンドウィッチマン、春風亭昇太、テリー伊藤、萩本欽一、松村邦洋、松本明子、三宅裕司、森永卓郎、和田アキ子 ※五十音順

### 第3部 ニッポン放送ヒストリー〜特集企画編〜
- 放送時間：13:00 - 17:00
- ゲスト：深澤弘、松任谷由実
- コメント出演：天野ひろゆき（キャイ〜ン）、上戸彩、大橋未歩、岡村隆史（ナインティナイン）、草野満代、新内眞衣（乃木坂46）、荘口彰久、土田晃之、中居正広、ビートたけし、藤ヶ谷太輔（Kis-My-Ft2）、ゆず、WANIMA ※五十音順

### 第4部 ニッポン放送ヒストリー〜2010年代編、そして未来へ〜
- 放送時間：17:00 - 21:50
- ゲスト：三四郎、Creepy Nuts(R-指定&DJ松永)、佐久間宣行
- コメント出演：安東弘樹、大倉忠義（関ジャニ∞）、オードリー、尾関梨香（欅坂46）、くりぃむしちゅー、春風亭一之輔、菅田将暉、高橋優、中川家、古舘伊知郎、向井地美音（AKB48）、ももいろクローバーZ、山口智充、山下健二郎（三代目 J SOUL BROTHERS） ※五十音順